# Filmografia de Avril Lavigne

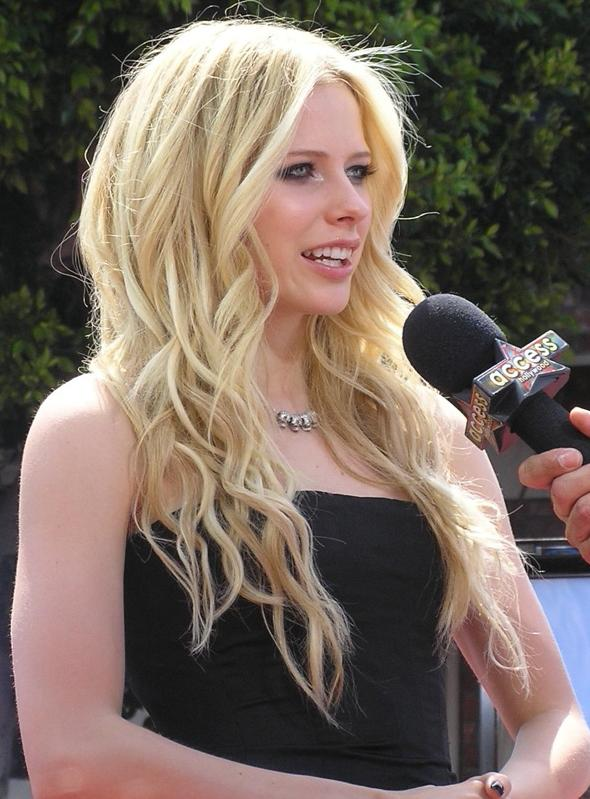
Avril Lavigne em uma entrevista sobre sua carreira cinematográfica.

Esta página é sobre a filmografia da atriz e cantora canadense Avril Lavigne. Ela já participou em filmes, séries e programas de TV tanto como atriz, quanto com músicas em trilhas sonoras. Ela teve participações no programa MuchOnDemand e mais tarde no seriado Sabrina, the Teenage Witch em dois episódios, o The Gift of Gab e o Bada-Ping!.[carece de fontes?] Avril fez parte do elenco do filme Fast Food Nation, como a personagem "Alice" Ela participou do longa metragem The Flock, com o nome de "Beatrice Bell" em 2007. Além disso, foi a protagonista do drama Twist of Fate. Em 2006, ela esteve presente na animação Over the hedge Lavigne também apresentou premiações consideradas importantes para o cenário musical, como o VMA em 2002, o Brit Awards, o The 45th Annual Grammy Awards, ambas em 2003, e o World Music Awards, em 2004.[carece de fontes?]
Avril escreveu e gravou uma música tema Keep Holding On, com Dr. Luke, à trilha sonora do filme Eragon, sendo esta incluída em seu 3º álbum, The Best Damn Thing. A música foi lançada digitalmente para download no dia 28 de novembro, e mundialmente, chegando nas rádios em 2006 e 2007. Ela também gravou a música tema para o filme The SpongeBob SquarePants Movie. Avril fez parte do elenco programa norte-americano GMTV em 2004. Participou de um programa da NBC chamado Dateline NBC. Na Alemanha Lavigne fez parte do Deutschland Champions em 14 de julho de 2004. Também fez parte do The Big Arvo do mesmo ano.[carece de fontes?]

## Atriz
| Ano  | Filme/Programa      | Papel                   | Gênero(s)                       | Data de lançamento no Brasil | Diretor                       | Ref.  |
| ---- | ------------------- | ----------------------- | ------------------------------- | ---------------------------- | ----------------------------- | ----- |
| 2006 | Fast Food Nation    | Alice                   | Drama                           | 28 de setembro de 2007       | Richard Linklater             | [ 6 ] |
| 2006 | Over the Hedge      | Heather (voz)           | Animação, aventura e comédia    | 7 de julho de 2006           | Tim Johnson Karey Kirkpatrick | [ 7 ] |
| 2007 | The Flock           | Beatrice Bell           | Crime, drama, mistério e terror | 12 de outubro de 2007        | Wai-keung Lau                 | [ 8 ] |
| 2010 | Alice in Wonderland | "Alice" (trilha sonora) | Aventura, fantasia, animação    | 23 de abril de 2010          | Tim Burton                    | [ 9 ] |
| 2018 | Charming            | Branca de Neve (voz)    | Animação, Aventura, Fantasia    |                              |                               |       |

## Participações de séries ou programas televisivos
- Todas as participações de Avril listados em seguida são especiais.

| Ano  | Programa/Episódio                                          | Data de exibição | Gênero         | Ref. |
| ---- | ---------------------------------------------------------- | ---------------- | -------------- | ---- |
| 2001 | Sabrina, the Teenage Witch - The Gift of Gab               | 02/11/2001       | Comédia        |      |
| 2002 | MuchOnDemand                                               | 02/09/2002       | Musical        |      |
| 2002 | Much Music Video Music Awards                              | 16/06/2002       | Musical        |      |
| 2002 | Making the Video Sk8ter Boi                                | 12/08/2002       | Musical        |      |
| 2002 | MTV Video Music Awards 2002                                | 02/06/2002       | Musical        |      |
| 2002 | MTV Video Music Awards Opening Act                         | 29/08/2002       | Musical        |      |
| 2002 | Sabrina, the Teenage Witch - Bada-Ping!                    | 22/11/2002       | Comédia        |      |
| 2002 | Quelli che... il calcio - Episode #10.11                   | 24/11/2002       | Comédia        |      |
| 2002 | 49º edición de los premios Ondas                           | 28/11/2002       | Musical        |      |
| 2003 | Dateline NBC                                               | 14/01/2003       | Documentário   |      |
| 2003 | Brit Awards 2003                                           | 20/02/2003       | Musical        |      |
| 2003 | The 45th Annual Grammy Awards                              | 23/02/2003       | Musical        |      |
| 2003 | Sen kväll med Luuk - Episode #11.4                         | 07/03/2003       | Comédia        |      |
| 2003 | Bravo Super Show 2003                                      | 22/03/2003       | Musical        |      |
| 2003 | Snurre Snups søndagsklub - Episode #18.10                  | 23/03/2003       | Musical        |      |
| 2003 | Junior Eurovision Song Contest                             | 29/03/2003       | Musical        |      |
| 2004 | GMTV                                                       | 28/04/2004       | Talk show      |      |
| 2004 | Rockpalast                                                 | 06/06/2004       | Musical        |      |
| 2004 | The Late Late Show with Craig Kilborn                      | 22/06/2004       | Talk Show      |      |
| 2004 | 95.8 Capital FM's Party in the Park for the Prince's Trust | 11/07/2004       | Musical        |      |
| 2004 | Deutschland Champions                                      | 17/07/2004       | Game Show      |      |
| 2004 | World Music Awards 2004                                    | 14/09/2004       | Musical        |      |
| 2004 | Comet 2004                                                 | 25/09/2004       | Musical        |      |
| 2004 | Ant & Dec's Saturday Night Takeaway - Episode #4.2         | 09/10/2004       | Comédia        |      |
| 2004 | The Greatest Canadian                                      | 17/10/2004       | Comédia        |      |
| 2004 | The Big Arvo                                               | 29/10/2004       | Entretenimento |      |
| 2004 | MADtv                                                      | 11/12/2004       | Comédia        |      |
| 2004 | Late Night with Conan O'Brien                              | 15/12/2004       | Talk Show      |      |
| 2004 | Toy Mountain Christmas Special                             | 13/12/2004       | Entretenimento |      |
| 2004 | New Year's Eve with Carson Daly                            | 31/12/2004       | Musical        |      |
| 2005 | Top of the Pops Saturday                                   | 26/02/2005       | Musical        |      |
| 2005 | Punk'd (2005)                                              | 26/04/2005       | Humor          |      |
| 2005 | Good Morning America                                       | 26/02/2005       | Talk Show      |      |
| 2006 | Turin 2006: XX Olympic Winter Games                        | 10/02/2006       | Esportivo      |      |
| 2006 | Nickelodeon Kids' Choice Awards '06                        | 01/04/2006       | Musical        |      |
| 2006 | HBO First Look Off the Strip & Onto the Screen             | 05/05/2006       | Documentário   |      |
| 2006 | Meet the Cast of 'Over the Hedge                           | 26/02/2006       | Documentário   |      |
| 2007 | InStyle: Celebrity Weddings                                | 05/02/2007       | Entretenimento |      |
| 2007 | The Charlotte Church Show - Episode #2.4                   | 23/03/2007       | Comédia        |      |
| 2007 | TV total McFit Fight Night                                 | 30/03/2007       | Talk Show      |      |
| 2007 | Boogie                                                     | 12/04/2007       | Musical        |      |
| 2007 | Saturday Night Live                                        | 12/04/2007       | Musical        |      |
| 2007 | The 2007 TV Week Logie Awards                              | 06/05/2007       | Musical        |      |
| 2007 | Jimmy Kimmel Live!                                         | 16/05/2007       | Comédia        |      |
| 2007 | The Best Hit USA                                           | 22/05/2007       | Musical        |      |
| 2007 | 2007 Much Music Video Music Awards                         | 17/06/2007       | Musical        |      |
| 2007 | Factor X                                                   | 25/06/2007       | Reality show   |      |
| 2007 | Corazón de...                                              | 26/06/2007       | Comédia        |      |
| 2007 | Sommarkrysset                                              | 30/06/2007       | Game show      |      |
| 2007 | The Friday Night Project                                   | 06/07/2007       | Comédia        |      |
| 2007 | Weekend Sunrise                                            | 29/07/2007       | Talk Show      |      |
| 2007 | Last Call with Carson Daly                                 | 07/08/2007       | Talk Show      |      |
| 2007 | Late Show with David Letterman - Episode #15.2             | 05/09/2007       | Musical        |      |
| 2008 | The Tonight Show with Jay Leno                             | 01/05/2008       | Comédia        |      |